# Quân đội Anh

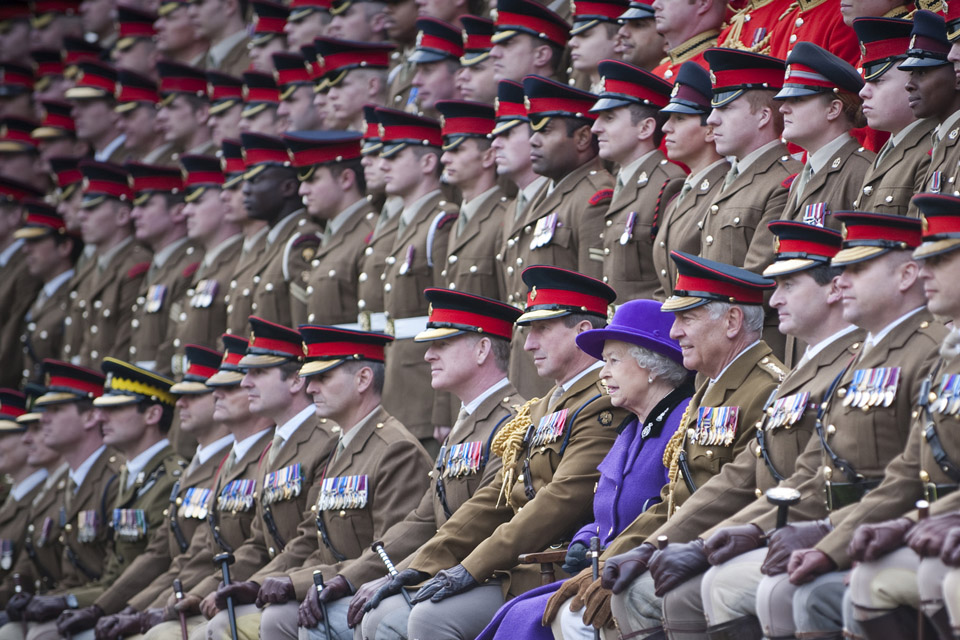
Nữ vương Anh Elizabeth II và lực lượng sĩ quan ưu tú trong quân đội Anh ở một lễ duyệt binh

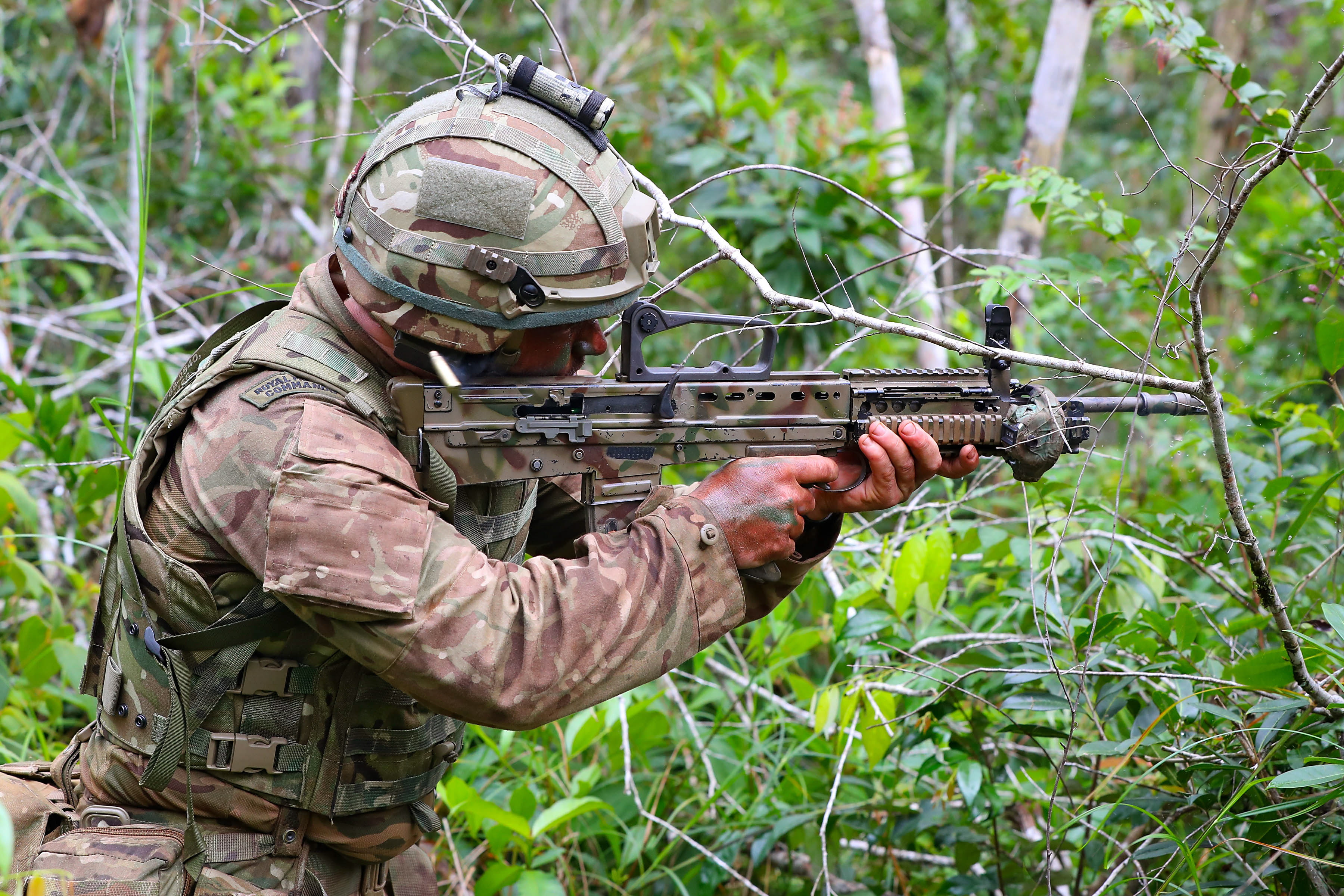
Lực lượng đặc nhiệm của Lính thủy đánh bộ Vương quốc Anh đang tác chiến trong môi trường rừng rậm tại Nam Mỹ

Lực lượng Vũ trang Vương quốc Liên hiệp Anh và Bắc Ireland, tên chính thức là “Quân đội của Quốc vương Bệ hạ", bao gồm: Hải quân Hoàng gia trong đó có Thuỷ quân Lục chiến, Lục quân Hoàng gia và Không quân Hoàng gia. Lực lượng vũ trang Vương thất Anh là  lực lượng quân sự mạnh nhất ở châu Âu và xếp thứ 5 trên thế giới (chỉ sau Mỹ, Nga và Trung Quốc ).
Tuy xếp thứ 5 trên thế giới về sức mạnh nhưng Quân đội Anh có chi phí quốc phòng lớn thứ tư trên thế giới, có vũ khí, trang thiết bị hiện đại bậc nhất châu Âu do đó Quân lực Vương thất Anh cũng được xem là một trong những lực lượng vũ trang mạnh nhất trên thế giới. Tổng Tư lệnh của Quân đội Anh là Quốc vương Charles III và quân đội được quản lý bởi Hội đồng Quốc phòng Anh thuộc Bộ Quốc phòng. Tuy nhiên, trên thực tế, Thủ tướng Anh cũng có nắm quyền chỉ huy đối với lực lượng vũ trang khi được trao quyền từ Quốc vương.
Quân đội Anh có trách nhiệm bảo vệ Vương quốc Liên hiệp Anh và Bắc Ireland, thúc đẩy việc mở rộng anh ninh cho các khu vực có lợi ích của chính phủ và hỗ trợ các hoạt động gìn giữ hòa bình quốc tế. Quân đội Anh là lực lượng chính hoạt động tích cực trong NATO và các liên minh khác.

## Lịch sử

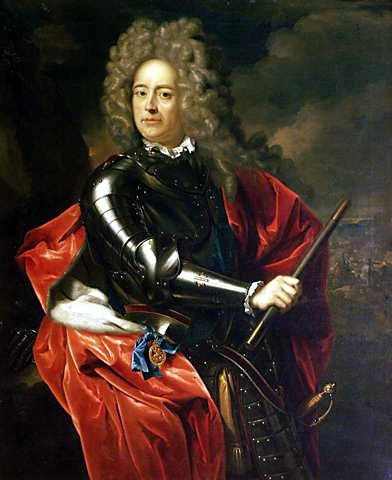
Cái chết của Tổng Wolfe trong Battle of the Plains của Abraham; các chiến dịch của chiến tranh Pháp và Ấn Độ dẫn đến kiểm soát của Anh hiện đại Canada.

Quân đội Anh có lịch sử lâu đời và ảnh hưởng rất lớn đến lịch sử của thế giới đặc biệt là từ thế kỷ 17. Quân đội Anh lần đầu tiên được thành lập như là một lực lượng quân sự đúng nghĩa vào năm 1660.
Năm 1707, nhiều trung đoàn của quân đội Anh và Scotland đã được thống nhất dưới sự chỉ huy một tư lệnh duy nhất hoạt động và đóng quân ở Hà Lan chiến đấu trong cuộc Chiến tranh Kế vị Tây Ban Nha. Do đó, mặc dù giờ đây các trung đoàn này là một thành phần của lực lượng quân sự mới vừa được thành lập của Anh Quốc, các trung đoàn vẫn được chỉ huy bởi các tư lệnh cũ và không chỉ các trung đoàn của lực lượng vũ trang cũ được chuyển đổi tại chỗ sang quân đội mới như là đặc tính thể chế, hải quan, và truyền thống theo đúng tiêu chuẩn quân đội cũ mà đã được tạo ra ngay sau khi khôi phục chế độ quân chủ 66 năm trước đó.
Trình tự thâm niên của các trung đoàn lâu đời trong quân đội Anh được tính dựa trên thâm niên phục vụ trong quân đội nói tiếng Anh. Trung đoàn Scotland và Ireland chỉ được phép có một cấp bậc trong quân đội Anh từ ngày đầu tiên đến Anh hoặc ngày đầu tiên khi họ được thành lập tại Anh. Ví dụ, vào năm 1694 một hội đồng quản trị của cán bộ nói chung đã được triệu tập để quyết định thứ hạng của Anh, Ireland và Scotland trung đoàn phục vụ ở Hà Lan; trung đoàn trở nên nổi tiếng như Scotland Greys đã được chỉ định là Dragoon vì đã có ba trung đoàn Anh phát triển trước năm 1688 khi Greys Scotland lần đầu tiên được đặt trên cơ sở tiếng Anh. Trong năm 1713, khi một hội đồng mới của cán bộ nói chung đã được triệu tập để quyết định thứ hạng của một số trung đoàn, thâm niên người Scotland Greys đã được đánh giá lại và dựa trên nhập cảnh vào Anh trong tháng Sáu 1685. Vào thời điểm đó chỉ có một trung đoàn của Anh dragon, và vì vậy sau khi một số chậm trễ Scotland Greys thu được thứ hạng của 2 Dragoons trong quân đội Anh. 
Sau William và Mary nhập lên ngôi, Anh liên quan đến chính nó trong các cuộc chiến tranh của Grand Alliance, chủ yếu là để ngăn chặn một cuộc xâm lược Pháp khôi phục cha của Mary, James II. Sau khi đoàn của Anh và Scotland vào năm 1707, và việc tạo ra các Liên hiệp Vương quốc Anh và Ireland vào năm 1801, chính sách đối ngoại của Anh trên châu lục này là để chứa mở rộng quyền hạn của đối thủ cạnh tranh của nó như Pháp và Tây Ban Nha.
Tây Ban Nha, trong hai thế kỷ trước, đã được các cường quốc toàn cầu chi phối, và các mối đe dọa chính đối với tham vọng xuyên Đại Tây Dương đầu tiên của nước Anh, nhưng bây giờ đã suy yếu. Các tham vọng lãnh thổ của Pháp, tuy nhiên, đã dẫn đến việc Chiến tranh Kế vị Tây Ban Nha và các cuộc chiến tranh Napoleon. Điều này cuối cùng dẫn đến việc Anh tham gia Chiến tranh Krym (1854–1856) chống lại Đế quốc Nga.
Sau 1745, tân binh ngày càng được rút ra từ Scotland; vào giữa năm 1760 giữa một phần năm đến một phần ba cán bộ đến từ Scotland. Từ thời điểm kết thúc của Chiến tranh Bảy năm trong năm 1763, Vương quốc Anh và người kế nhiệm của nó là một trong những quân đội và lãnh đạo cường quốc kinh tế của thế giới.

### Sự trỗi dậy của đế quốc Anh
Đế quốc Anh mở rộng trong thời gian này bao gồm các thuộc địa, bảo hộ, và lãnh địa khắp châu Mỹ, châu Phi, châu Á và Úc. Mặc dù Hải quân Hoàng gia được coi như là sự sống còn đối với sự trỗi dậy của Đế quốc Anh, và sự thống trị của Anh trên thế giới, quân đội Anh đã đóng một vai trò quan trọng trong chế độ thực dân của Ấn Độ và các khu vực khác. nhiệm vụ điển hình bao gồm đóng giữ tại các thuộc địa, chiếm vùng lãnh thổ chiến lược quan trọng, và tham gia các hoạt động để dẹp loạn biên giới thuộc địa, cung cấp hỗ trợ cho các chính phủ đồng minh, ngăn chặn các đối thủ của Anh, và bảo vệ chống lại các cường quốc nước ngoài và người bản địa thù địch.

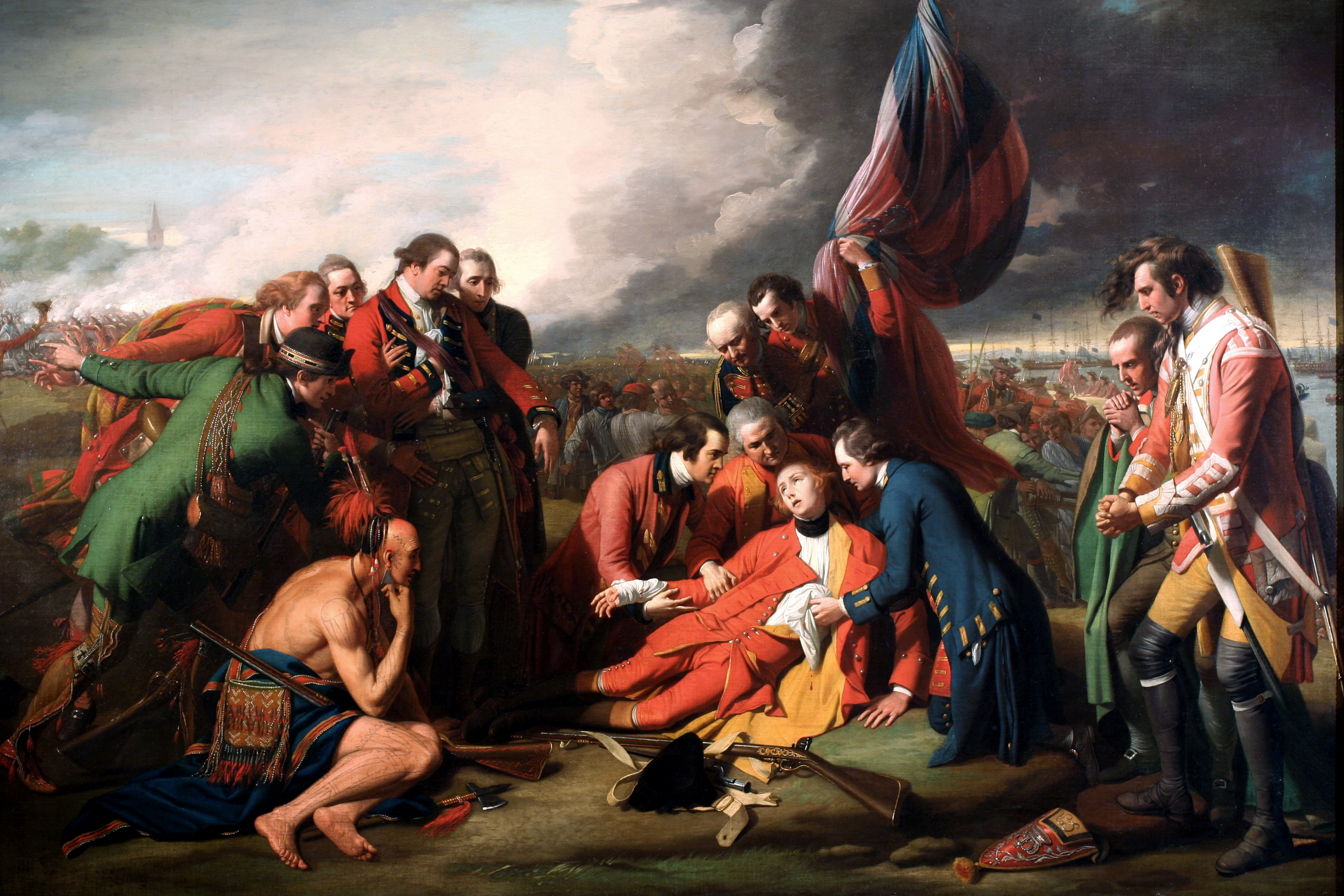
Cái chết của tướng Wolfe trong bức tranh "Cuộc chiến Đại đồng bằng" của Abraham; các chiến dịch của chiến tranh Pháp-Da đỏ dẫn đến sự kiểm soát của Anh tại Tân Pháp, nay là Canada.

Binh sĩ Anh cũng đã giúp nắm bắt vùng lãnh thổ chiến lược quan trọng, cho phép các thuộc địa được mở rộng. Quân đội cũng đã tham gia vào nhiều cuộc chiến tranh đánh lấn sang thuộc địa của các cường quốc khác, đặc biệt là vùng Tân Pháp do Pháp quản lý, sáp nhập vào đế quốc Anh, và đó chính là cuộc Chiến tranh bảy năm sau đó là những mâu thuẫn về chính sách và thuế khóa với nhân dân 13 thuộc địa Bắc Mĩ dẫn đến cuộc Chiến tranh Cách mạng Mỹ, và sự cạnh tranh dai dẳng với Pháp qua Chiến tranh Napoléon.
Sau đó, từ sau những năm 1820-1830, nền kinh tế, quân sự Anh có nền tảng đủ vững chắc để tiếp tục mở rộng bành trướng sang khu vực Đông Á từ Ấn Độ, và khi Anh buộc Nhà Thanh (Trung Quốc) phải mở cửa để buôn bán thuốc phiện nhưng Nhà Thanh đã ngăn cấm ngay. Anh đã lấy cớ này để tiến hành cuộc chiến tranh Thuốc phiện, đánh bại quân Thanh, buộc Nhà Thanh phải mở cửa. Sau đó, nhiều cuộc nổi dậy chống "giặc Tây" của dân Thanh diễn ra sục sôi, bao gồm cả Nghĩa Hòa đoàn.
Các cuộc chiến tranh New Zealand, các lính Ấn Độ trong quân đội anh Rebellion năm 1857, các đầu tiên và thứ hai Chiến tranh Boer, các cuộc tấn công Fenian, các chiến Ailen độc lập, can thiệp nối tiếp của nó vào Afghanistan (trong đó đã có nghĩa là để duy trì một thân thiện với nhà nước đệm giữa Ấn Độ thuộc Anh và Đế quốc Nga), và các cuộc Chiến tranh Krym (để giữ Đế quốc Nga tại một khoảng cách an toàn bằng cách đến viện trợ của Thổ Nhĩ Kỳ).
Như có người tiền nhiệm của nó, là quân đội Anh, quân đội Anh đã chiến đấu Tây Ban Nha, Pháp, và Hà Lan cho uy quyền tối cao ở Bắc Mỹ và Tây Ấn. Với sự hỗ trợ bản địa và tỉnh, quân đội chinh phục mới Pháp trong rạp chiếu phim Bắc Mỹ của Bảy năm chiến tranh và sau đó bị đàn áp một Native American cuộc nổi dậy trong cuộc chiến tranh của Pontiac. Quân đội Anh bị thất bại trong Chiến tranh Độc lập Hoa Kỳ, mất Mười ba thuộc địa, nhưng tổ chức vào Canada.
Quân đội Anh đã tham gia sâu vào các cuộc chiến tranh Napoleon và phục vụ trong nhiều chiến dịch trên khắp châu Âu (bao gồm cả việc triển khai liên tục trong chiến tranh bán đảo), các Caribbean, Bắc Phi và sau đó ở Bắc Mỹ. Cuộc chiến giữa người Anh và người đầu tiên Empire Pháp của Napoleon Bonaparte trải dài trên khắp thế giới và ở đỉnh cao của nó, vào năm 1813, bộ đội thường chứa hơn 250.000 nam giới. Một liên minh của quân đội Anh-Hà Lan và Phổ thuộc Công tước xứ Wellington và Field Marshal von Blücher đánh bại Napoleon ở trận chiến Waterloo năm 1815.

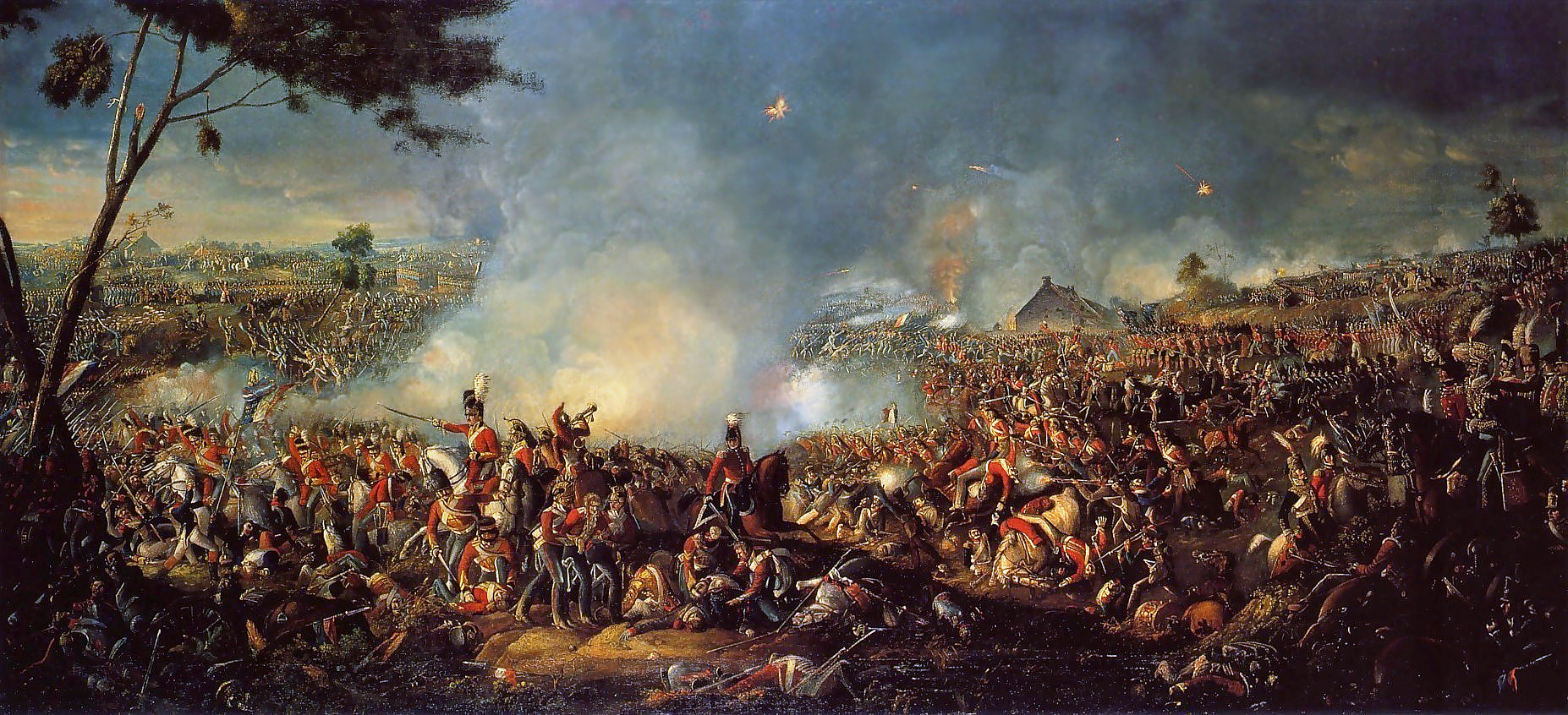
Công tước xứ Wellington và Thống chế von Blücher chiến thắng của hơn Napoleon Bonaparte tại Trận Waterloo

Quân đội Anh đã tham gia, cả về chính trị và quân sự, trong Ireland kể từ khi được trao quyền tể trị của Ireland bởi Đức Giáo hoàng trong 1171. Các chiến dịch của Anh cộng hòa Protector, Oliver Cromwell, tham gia xử lý kiên quyết của các thị trấn Ailen (đáng chú ý nhất Drogheda và Wexford) đã hỗ trợ Royalists trong cuộc nội chiến Anh. Quân đội Anh (và sau đó quân đội Anh) ở lại Ireland chủ yếu để ngăn chặn nhiều cuộc nổi dậy của Ai-len và các chiến dịch độc lập. Ngoài cuộc xung đột đang diễn ra với dân tộc dân tộc Ireland, nó đã phải đối mặt với triển vọng của chiến đấu Anglo-Ailen và Ulster Scots người ở Ireland, tức giận chủ yếu do thuế bất lợi của sản phẩm Irish nhập khẩu vào Anh, người, cùng với nhóm Ailen khác, đã tăng quân đội tình nguyện của mình và đe dọa sẽ cạnh tranh với thực dân Mỹ nếu điều kiện của họ không được đáp ứng. Sau khi đã học được từ kinh nghiệm của họ ở Mỹ, chính phủ Anh đã tìm kiếm một giải pháp chính trị. Quân đội Anh tìm thấy chính nó chống phiến quân người Ireland, cả Tin Lành và Công giáo, chủ yếu trong Ulster và Leinster (Wolfe Tone của United người đàn ông Ireland) trong cuộc nổi dậy năm 1798.

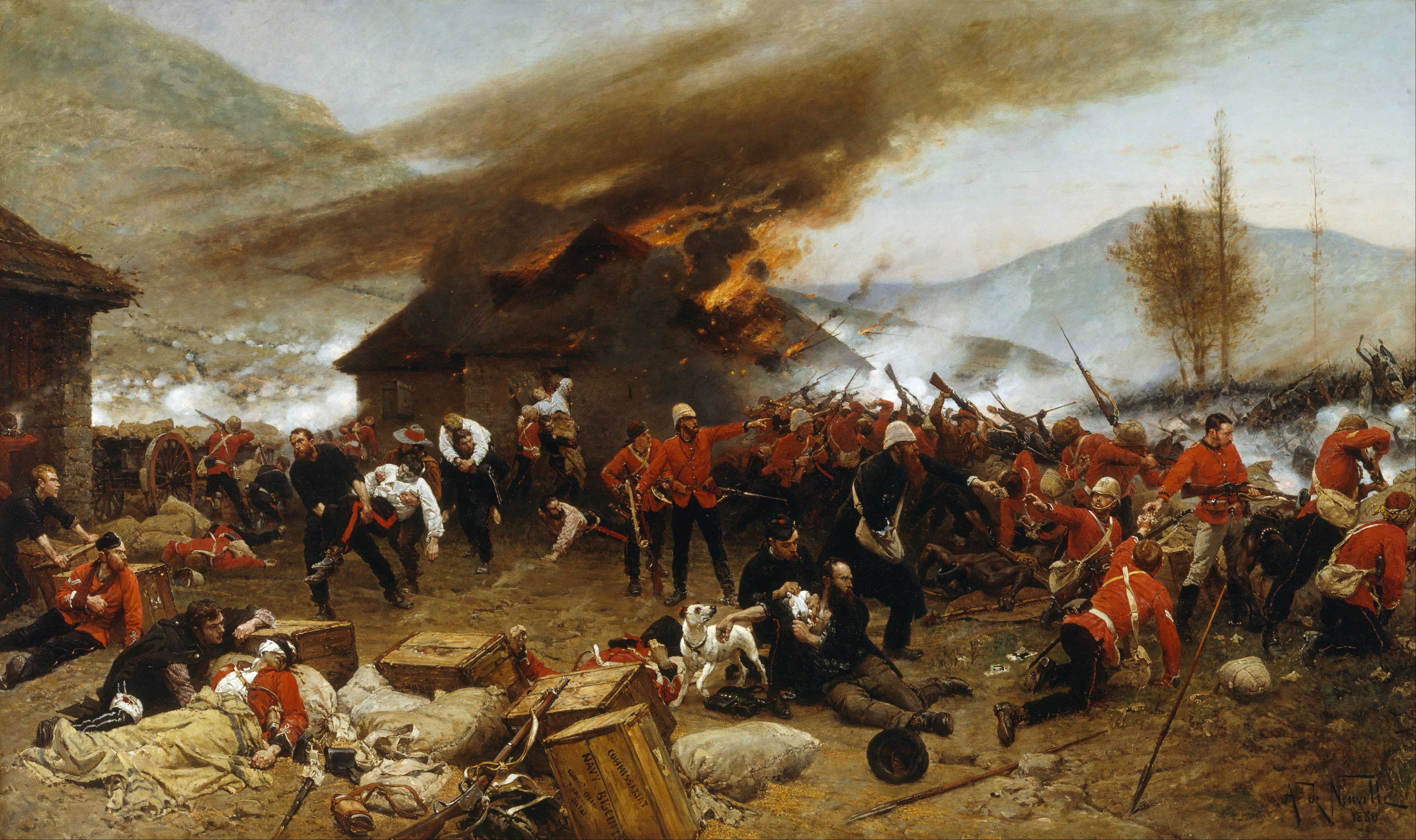
The Battle of Rorke's Drift in 1879 saw a small British force repel an overwhelming attack by Zulu forces; eleven Victoria Crosses were awarded for the defence.

Ngoài ra để chiến đấu với quân đội của đế quốc châu Âu khác (và các thuộc địa cũ của mình, Hoa Kỳ, trong chiến tranh chống Mỹ năm 1812), trong cuộc chiến cho uy quyền tối cao toàn cầu, quân đội Anh chiến đấu với Trung Quốc ở đầu tiên và thứ hai chiến tranh nha phiến, và Boxer Rebellion, Māori bộ lạc trong lần đầu tiên của Zealand Wars mới, Nawab Shiraj-ud-Daula của lực lượng và Công ty Đông Ấn của Anh nổi loạn trong lính Ấn Độ trong quân đội anh Rebellion năm 1857, các mũi khoan ở đầu tiên và thứ hai Chiến tranh Boer, Ailen Fenians ở Canada trong các cuộc tấn công Fenian và ly Ireland trong chiến tranh Anglo-Ailen.
Các nhu cầu tăng đột biến của bành trướng đế quốc, và những bất cập và thiếu hiệu quả của các thiếu thốn, sau cuộc chiến tranh Napoleon Anh Quân, và các lực lượng dân quân, tên gọi chung những tiểu điền chủ, và tình nguyện quân, dẫn đến Cardwell và Childers cải cách của cuối thế kỷ 19, đã mang đến cho quân đội Anh hình hiện đại của nó, và định nghĩa lại của hệ thống trung đoàn. Các cải cách Haldane năm 1907 chính thức tạo ra Force lãnh thổ như là thành phần dự trữ tình nguyện viên của quân đội bằng cách sáp nhập và tổ chức lại các tình nguyện quân, lực lượng dân quân, và tên gọi chung những tiểu điền chủ.

### Cuộc chiến tranh thế giới

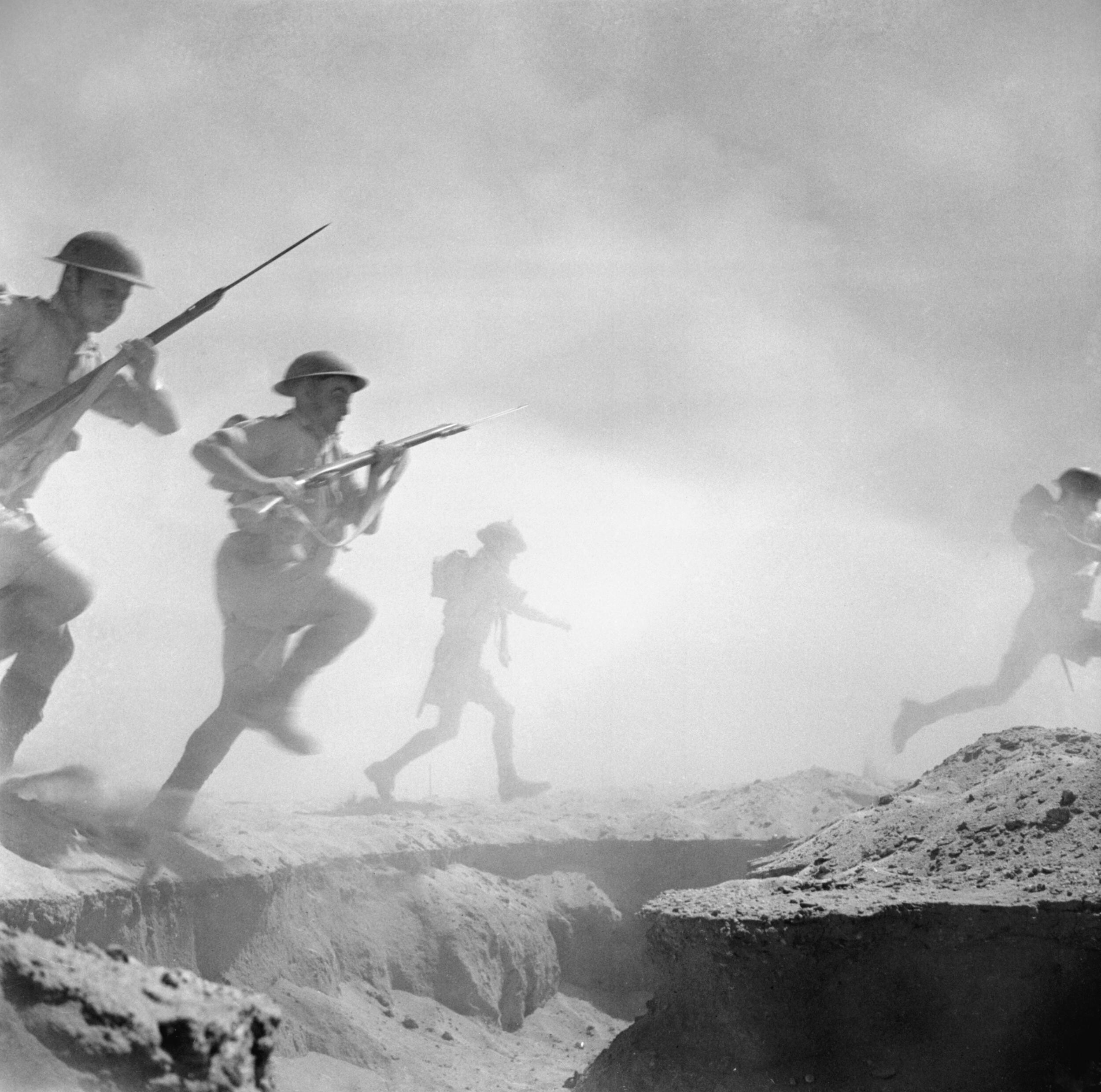
Các trận thứ hai của El Alamein đảo ngược những tham vọng của Đức ở Bắc Phi, và thường được coi là một trong những bước ngoặt của chiến tranh thế giới thứ hai.

Sự thống trị của thế giới tuyệt vời của Anh đã bị thách thức bởi nhiều quyền hạn khác; trong thế kỷ 20, đặc biệt là Đức. Một thế kỷ trước, nó vẫn còn đang cạnh tranh với Napoleon Pháp cho tính ưu việt ở châu Âu và trên toàn thế giới, và các đồng minh tự nhiên của Hannoverian Anh đã được các vương quốc khác nhau và các công quốc của miền Bắc nước Đức. Vào giữa thế kỷ 19, Anh và Pháp là đồng minh trong việc ngăn ngừa chiếm đoạt của Nga Đế quốc Ottoman (mặc dù nó là nỗi sợ hãi của dân Pháp xâm lược đã dẫn, ngay sau đó, đến việc tạo ra các lực lượng tình nguyện viên). Vào thập niên đầu của thế kỷ 20, tuy nhiên, Anh đã liên minh với Pháp (do Entente Cordiale) và Nga (trong đó có thỏa thuận bí mật riêng của mình với Pháp hỗ trợ lẫn nhau trong bất kỳ cuộc chiến chống lại Phổ -led Đế chế Đức và Áo -Hungarian Empire), và khi chiến tranh thế giới thứ nhất nổ ra vào năm 1914, quân đội Anh đã gửi quân viễn chinh Anh sang Pháp và Bỉ để ngăn chặn Đức chiếm từ các nước này.
Quân đội Anh đã tạo ra lực lượng viễn chinh Địa Trung Hải ở Ai Cập và gửi nó tới Gallipoli trong một nỗ lực không thành công để nắm bắt Constantinople và đảm bảo một tuyến đường biển đến Nga. Sau khi rút lui khỏi Gallipoli gần 400.000 người trong 13 sư đoàn từ các lực lượng viễn chinh Địa Trung Hải và quân ở Ai Cập đã thành lập một dự trữ chiến lược ở Ai Cập được gọi là các lực lượng viễn chinh Ai Cập. Với hầu hết các dự trữ chiến lược gửi đến Mặt trận phía Tây, một lực lượng viễn chinh của hai bộ binh Anh Ai Cập và một người Úc và New Zealand gắn sự chia rẽ trong quân Đông, bảo vệ thành công các kênh đào Suez và Romani năm 1916 từ Đức và Ottoman xâm nhập. Lực lượng này chiếm Sinai và đồn trú các mở rộng đường giao tiếp, nhưng vào đầu năm 1917 trước của họ đã dừng lại ở Gaza cho đến khi vào cuối năm khi một lực lượng lớn có hình bộ binh và quân đội gắn bắt Beersheba, hầu hết miền nam Palestine và Jerusalem.
Lực lượng Allenby, nay bao gồm cả quân đội Ấn Độ đơn vị thay thế một số đơn vị Anh gửi đến Mặt trận phía Tây, chiếm được miền Nam Jordan Valley vào năm 1918 và thực hiện hai cuộc tấn công lớn, nhưng không thành công để Amman và Es Salt và chiếm đóng một phần của thung lũng Jordan, trong quá trình chuẩn bị cho cuộc tấn công thành công cuối cùng của mình trong tháng Chín tại trận Megiddo. Như một kết quả của chụp của hai đội quân Ottoman lực lượng viễn chinh của Ai Cập, một hiệp ước đình chiến với Đế quốc Ottoman đã được ký kết vào ngày 31 Tháng Mười năm 1918.

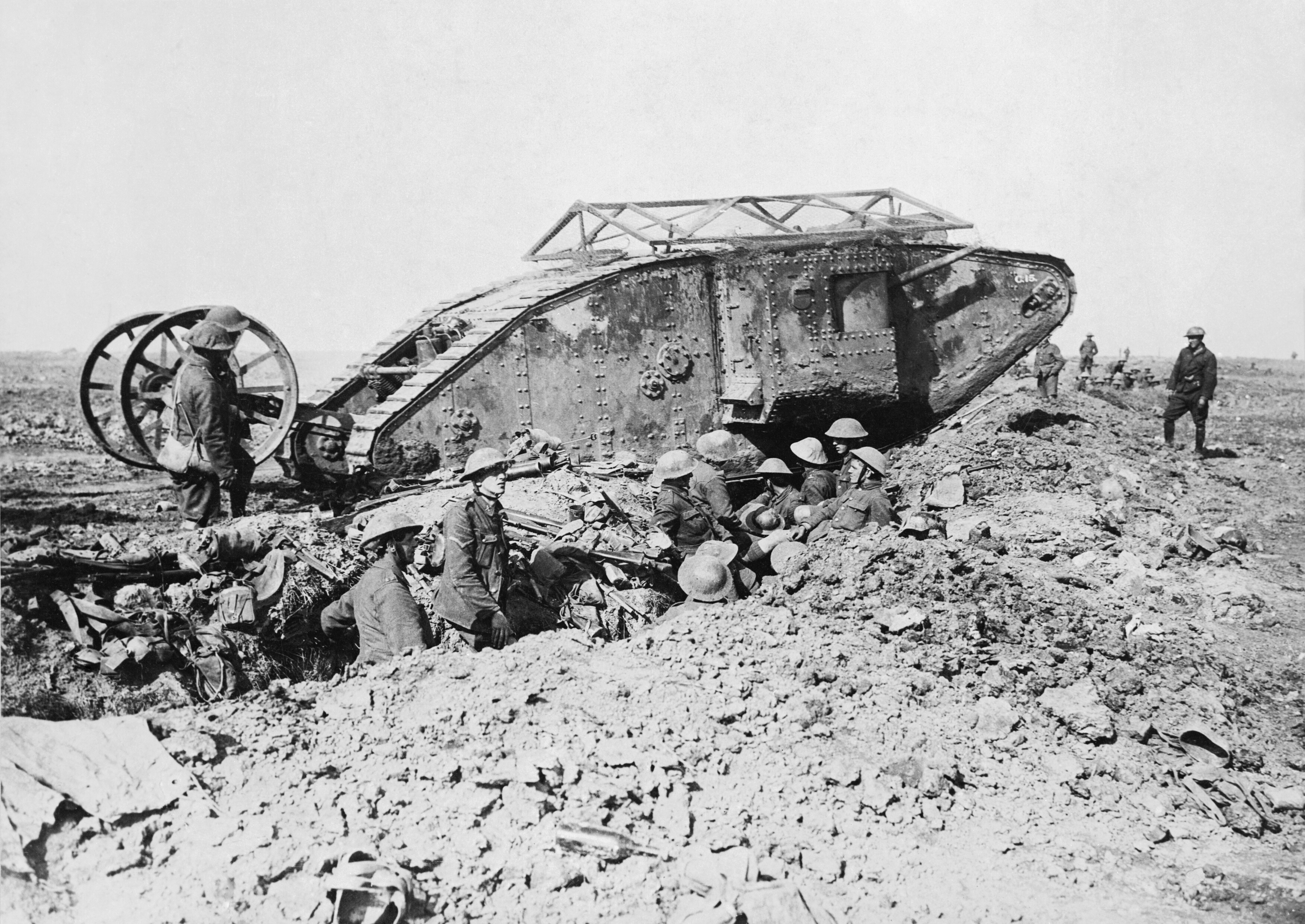
Xe tăng Mark I trong Chiến tranh thế giới thứ nhất. Lưu ý các bánh xe phía sau hướng dẫn các cơ quan chính mà sau này đã được loại bỏ khi họ là không cần thiết. Xe bọc thép của thời điểm này vẫn đòi hỏi nhiều bộ binh và pháo binh hỗ trợ và vẫn làm đến một mức độ thấp hơn ngày hôm nay. Ảnh của Ernest Brooks.

Cuộc chiến tranh sẽ là tàn phá nhất trong lịch sử quân đội Anh, với gần 800.000 người thiệt mạng và hơn 2 triệu người bị thương. Trong phần đầu của cuộc chiến, các lực lượng chuyên nghiệp của BEF đã hầu như bị phá hủy, và lần lượt, một tình nguyện viên (và sau đó nhập ngũ) có hiệu lực thay thế nó. Trận đánh lớn bao gồm các trận Somme. Những tiến bộ trong công nghệ đã nhìn thấy sự xuất hiện của những chiếc xe tăng, với sự sáng tạo của Trung đoàn Thiết giáp Hoàng gia, và những tiến bộ trong thiết kế máy bay, với sự sáng tạo của Royal Flying Corps, được quyết định trong trận chiến trong tương lai. Chiến tranh chiến hào thống trị chiến lược trên Mặt trận phía Tây, và việc sử dụng khí hóa học và chất độc thêm vào sự tàn phá.
Cuộc chiến tranh thế giới thứ hai nổ ra vào năm 1939 với Đức xâm lược của Ba Lan. Liên minh Anh - Pháp - Ba Lan dẫn đầu là Đế chế Anh tuyên chiến với Đức. Một lần nữa, lực lượng viễn chinh Anh đã được gửi đến Pháp, tại đây họ giao chiến ác liệt với các đơn vị Đức và khi các lực lượng Đức tràn qua các nước ở vùng thấp như Bỉ và Hà Lan, lực lượng viễn chinh buộc phải rút lui miền Bắc Pháp. Họ được sơ tán vội vã khỏi nước Pháp vào năm 1940 khi Đức chiếm được Paris và chính quyền Pháp đầu hàng phe Phát xít. Chỉ có cuộc sơ tán Dunkirk là đưa trọn vẹn toàn bộ lực lượng viễn chinh Anh gồm 450.000 binh sĩ và 250.000 lính Pháp, Bỉ, Hà Lan, Na Uy, Ba Lan. Sau đó, người Anh thành công ngoạn mục khi đánh bại người Ý và Đức tại trận El Alamein ở Bắc Phi, và trong cuộc xâm lược Normandy vào ngày D-Day với sự giúp đỡ của Mỹ, Canada, Úc, New Zealand, Ấn Độ, Ba Lan và lực lượng Pháp tự do. Khoảng 35% binh sĩ của lực lượng Đồng Minh vào ngày đổ bộ D-Day là lính Anh. Tại mặt trận Thái Bình Dương và Ấn Độ Dương, quân đội Anh đã chiến đấu ác liệt với Lục quân Đế quốc Nhật Bản ở Miến Điện và chịu nhiều tổn thất nghiêm trọng tuy nhiên đã giữ vững vùng Đông Ấn và Tây Nam Trung Hoa. Trong Chiến tranh thế giới thứ hai đã chứng kiến quân đội Anh phát triển của các đơn vị biệt kích rất nổi tiếng như SAS, Commando và các đơn vị Nhảy Dù.

### Thời kỳ hậu thuộc địa
Sau khi kết thúc Chiến tranh thế giới thứ hai, quân đội Anh đã giảm đáng kể về quân số, mặc dù lực lượng Hiến binh Quốc gia vẫn còn tiếp tục hoạt động cho đến năm 1960. Giai đoạn này cũng chứng kiến quá trình phi thực dân hóa bắt đầu với việc phân vùng và độc lập của Ấn Độ và Pakistan, tiếp theo là cuộc trao trả độc lập của các thuộc địa của Anh ở châu Phi và châu Á. Theo đó, sức mạnh của quân đội Anh tiếp tục được cắt giảm trong hành động giảm vai trò của nước Anh trước vấn đề thế giới, được phác thảo năm 1957 trong Sách Trắng Quốc phòng. Điều này vẫn tiếp tục diễn ra bất chấp cuộc chiến lớn ở bán đảo Triều Tiên giúp đỡ Nam Hàn chống lại cuộc xâm lăng của Cộng hòa Dân chủ Nhân dân Triều Tiên trong năm 1950 và cuộc chiến lớn tại kênh đào Suez trợ giúp đồng minh Israel chống lại Ai Cập vào năm 1956. Tuy vậy, một lực lượng lớn của quân đội Anh vẫn đóng ở Đức, do phải đối mặt với mối đe dọa về cuộc xâm lược của Liên Xô. Các lực lượng quân đội Anh ở sông Rhine, Đức đóng vai trò yểm trợ cho lực lượng chiến đấu chính là Quân đoàn I Lục quân Hoàng gia Anh. Cuộc chiến tranh Lạnh đã chứng kiến sự tiến bộ công nghệ quan trọng trong chiến tranh và quân đội Anh đã đưa nhiều hệ thống vũ khí công nghệ tiên tiến đi vào phục vụ.
Mặc dù sự suy giảm của Đế quốc Anh, quân đội Anh vẫn triển khai trên toàn thế giới và chiến đấu trong các cuộc chiến tranh tại Aden, Indonesia, Síp, Kenya và Malaya. Năm 1982, Lục quân Anh cùng với Thủy Quân Lục Chiến Hoàng gia Anh giúp đỡ giải phóng Quần đảo Falkland trong cuộc xung đột Falklands chống lại Argentina.
Năm 1991, Quân đội Anh triển khai quân đến Vùng Vịnh yểm trợ cho đồng minh Hoa Kỳ chống lại Iraq trong cuộc chiến Vùng Vịnh lần thứ nhất. Lục quân Anh triển khai lực lượng đặc nhiệm SAS hoạt động với các đơn vị đặc nhiệm SEAL và Delta Force, được yểm trợ bởi Lực lượng đặc biệt Hoa Kỳ tìm kiếm và tiêu diệt các dàn tên lửa chiến lược mặt đất Scud tối tân nằm sâu trong sa mạc cùng lúc Sư đoàn 1 Thiết giáp Hoàng gia Anh bảo vệ cánh trái của các đơn vị bộ chiến của Hoa Kỳ. Trong khi đó, Thủy quân lục chiến Anh cùng với lực lượng đặc nhiệm SBS đột kích các cảng biển nhằm tiêu diệt Hải quân Iraq.
Trong ba thập kỷ sau năm 1969, quân đội Anh được triển khai chiến đấu tại Bắc Ireland, để hỗ trợ lực lượng cảnh sát Hoàng gia Ulster (sau này là Sở Cảnh sát Bắc Ireland) trong cuộc xung đột với các nhóm bán quân sự cộng hòa, với tên gọi là chiến dịch Banner. Các địa phương tuyển dụng các cựu thành viên trong Trung đoàn phòng vệ Ulster sau khi họ trở về nhà và sau này trở thành tiểu đoàn phòng vệ lãnh thổ trong Trung đoàn Hoàng gia Ireland vào năm 1992, trước khi giải tán vào năm 2006. Hơn 700 binh sĩ đã thiệt mạng trong chiến dịch Troubles. Sau khi thỏa thuận ngừng bắn với lực lượng bán quân sự cộng hòa Irish (IRA) từ năm 1994 đến năm 1996 và từ năm 1997, cuộc phi quân sự hóa đã diễn ra như một phần của tiến trình hòa bình, làm giảm sự hiện diện quân sự từ 30.000 xuống còn 5.000 quân. Ngày 25 tháng 6 năm 2007, Tiểu đoàn 2 thuộc Trung đoàn Công chúa Hoàng gia xứ Wales rút khỏi khu phức hợp quân sự tại Bessbrook Mill ở Armagh. Đây là một phần của chương trình " bình thường hóa " ở Bắc Ireland nhằm phản hồi lại việc tuyên bố ngừng hoạt động của IRA.

### Gần đây
Quân đội Anh trong thế kỷ 21 tham gia nhiều cuộc chiến gồm các cuộc chiến tranh ở Afghanistan và Iraq (năm 2001 và năm 2003), sự can thiệp vào Sierra Leone (năm 2000), các hoạt động gìn giữ hoà bình ở Balkan và Kypros. Quân đội Anh có một số căn cứ quân sự ở nhiều nước

## Tổ chức
Vua Charles III, quốc vương của Vương quốc Anh, là Tổng tư lệnh Lực lượng vũ trang nước này. Tuy nhiên, trên thực tế các quyền hạn quân sự cũng như quyền hạn đặc quyền của hoàng gia đều trao cho Thủ tướng và Bộ trưởng Quốc phòng. Thủ tướng sẽ đưa ra các quyết định quan trọng về việc sử dụng lực lượng vũ trang. Quốc vương vẫn giữ quyền ngăn chặn việc sử dụng lực lượng vũ trang một cách vi hiến.
Bộ Quốc phòng là một bộ của chính phủ chịu trách nhiệm xây dựng và thực hiện chính sách quốc phòng. Bộ này do Bộ trưởng Bộ quốc phòng quản lý, được hỗ trợ bởi Bộ trưởng Bộ Lực lượng vũ trang, Bộ trưởng Bộ Mua sắm quốc phòng và  Bộ trưởng Bộ Cựu chiến binh.Trách nhiệm quản lý lực lượng được giao cho một số ủy ban: Hội đồng Quốc phòng , Ủy ban Tham mưu trưởng , Ban Quản lý Quốc phòng và ba ban chỉ huy đơn quân chủng. Hội đồng Quốc phòng, bao gồm các đại diện cấp cao của các lực lượng và Bộ Quốc phòng, cung cấp "cơ sở pháp lý chính thức cho việc tiến hành quốc phòng". Ba ủy ban chỉ huy đơn quân chủng thành phần ( Ban Hải quân , Ban Lục quân và Ban Không quân ) do Bộ trưởng Bộ Quốc phòng làm chủ tịch.
Tổng tham mưu trưởng quốc phòng (CDS) là sĩ quan cao cấp nhất của lực lượng vũ trang.

## Sức mạnh

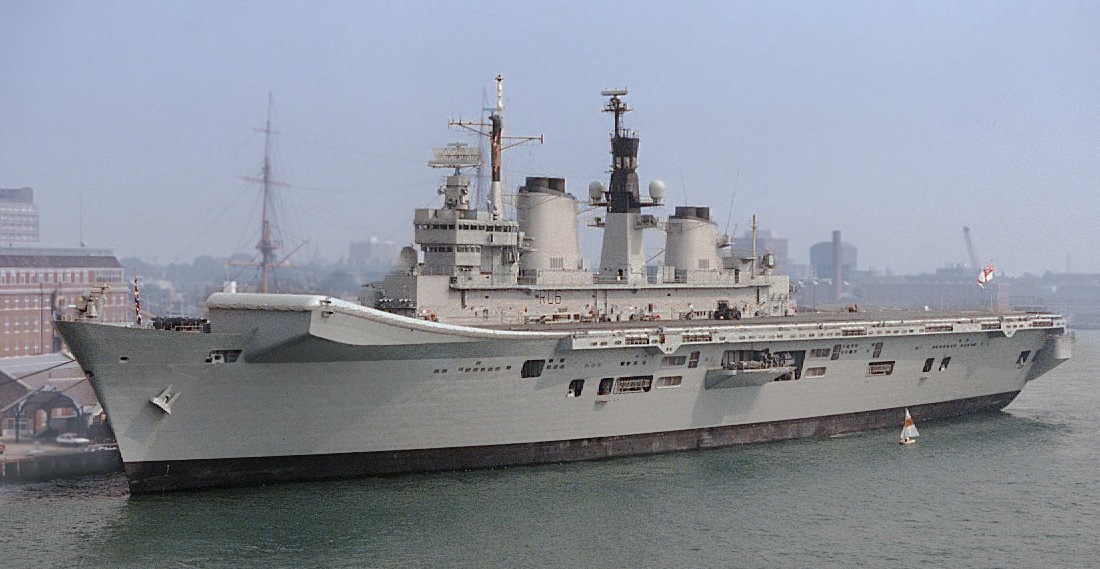
HMS Illustrious là một trong 3 Tàu sân bay bất khả chiến bại của Hải quân Hoàng gia Anh

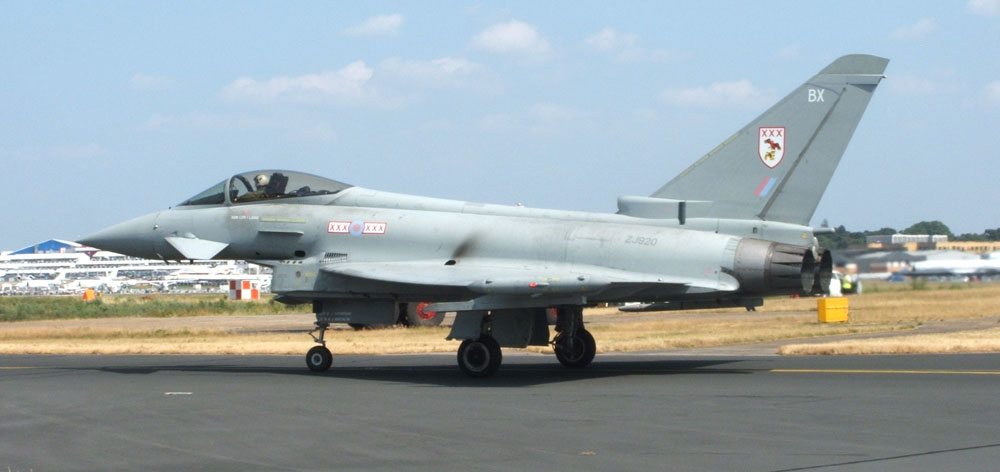
Máy bay Eurofighter Typhoon là loại máy bay chiến đấu chủ yếu được sử dụng bởi Không quân Hoàng gia Anh

### Chi tiêu quốc phòng
Theo Viện Nghiên cứu Hoà bình Quốc tế Stockholm, Vương quốc Anh đứng thứ 6 trong danh sách chi tiêu quân sự của thế giới vào năm 2023.  Để so sánh: Vương quốc Anh chi tiêu nhiều hơn về mặt tuyệt đối so với Đức, Ukraine, Pháp hoặc Nhật Bản, tương tự như Ả Rập Xê Út, nhưng ít hơn Ấn Độ, Nga, Trung Quốc hoặc Hoa Kỳ. 
Vào ngày 8 tháng 3 năm 2023, Thủ tướng Rishi Sunak đã công bố thêm 5 tỷ bảng Anh cho chi tiêu quốc phòng với mục tiêu dài hạn là tăng chi tiêu lên 2,5% GDP.

### Vũ khí hạt nhân
Vương quốc Anh là một trong năm quốc gia được sở hữu vũ khí hạt nhân theo Hiệp ước không phổ biến vũ khí hạt nhân, hiện bao gồm bốn tàu ngầm tên lửa đạn đạo lớp Vanguard , tên lửa đạn đạo phóng từ tàu ngầm UGM -133 Trident II và 160 đầu đạn nhiệt hạch đang hoạt động.
Hạ viện đã bỏ phiếu vào ngày 18 tháng 7 năm 2016 ủng hộ việc thay thế tàu ngầm lớp Vanguard bằng thế hệ tàu ngầm lớp Dreadnought mới. Chương trình này cũng sẽ góp phần kéo dài tuổi thọ của tên lửa đạn đạo UGM-133 Trident II và hiện đại hóa cơ sở hạ tầng liên quan đến CASD.

### Căn cứ quân sự ở nước ngoài
Ngày nay, Lực lượng vũ trang Anh duy trì một số căn cứ đồn trú ở nước ngoài và các cơ sở quân sự cho phép nước này tiến hành các hoạt động trên toàn thế giới. Phần lớn các cơ sở quân sự thường trực của Anh nằm trên các Lãnh thổ hải ngoại của Anh (BOT) hoặc các thuộc địa cũ vẫn duy trì quan hệ ngoại giao chặt chẽ với Vương quốc Anh và nằm ở các khu vực có tầm quan trọng chiến lược.

## Nhân sự

### Quy mô
Phân bố nhân sự giữa các quân chủng công bố ngày 01 tháng 07 năm 2023 như sau:
| Quân chủng                    | Thường trực | Dự bị  | Nhân sự khác | Tổng cộng |
| ----------------------------- | ----------- | ------ | ------------ | --------- |
| Hải quân Hoàng gia            | 32.360      | 3.370  | 2.480        | 38.220    |
| Lục quân Hoàng gia và Gurkhas | 80.360      | 26.760 | 4.530        | 111.650   |
| Không quân Hoàng gia          | 31.710      | 3.080  | 1.320        | 36.110    |
| Tổng cộng                     | 144.330     | 33.210 | 8.330        | 185.980   |

## Hệ thống quân hàm
| Mã NATO        | OF-10                           | OF-10                           | OF-9                                 | OF-9                                 | OF-8                                      | OF-8                            | OF-7                              | OF-7                           | OF-6                               | OF-6                               | OF-5     | OF-5     | OF-4               | OF-4               | OF-3     | OF-3     | OF-2     | OF-2     | OF-1       | OF-1       | OF-1       | OF-1              | OF-1              | OF-1              | OF(D)            | OF(D)            | OF(D)            | OF(D)            | OF(D)                   | OF(D)                   | Học viên sĩ quan        | Học viên sĩ quan        | Học viên sĩ quan        | Học viên sĩ quan        | Học viên sĩ quan        | Học viên sĩ quan        |
| -------------- | ------------------------------- | ------------------------------- | ------------------------------------ | ------------------------------------ | ----------------------------------------- | ------------------------------- | --------------------------------- | ------------------------------ | ---------------------------------- | ---------------------------------- | -------- | -------- | ------------------ | ------------------ | -------- | -------- | -------- | -------- | ---------- | ---------- | ---------- | ----------------- | ----------------- | ----------------- | ---------------- | ---------------- | ---------------- | ---------------- | ----------------------- | ----------------------- | ----------------------- | ----------------------- | ----------------------- | ----------------------- | ----------------------- | ----------------------- |
| Lục quân Anh · | Field marshal                   | Field marshal                   | General                              | General                              | Lieutenant-general                        | Lieutenant-general              | Major-general                     | Major-general                  | Brigadier                          | Brigadier                          | Colonel  | Colonel  | Lieutenant-colonel | Lieutenant-colonel | Major    | Major    | Captain  | Captain  | Lieutenant | Lieutenant | Lieutenant | Second lieutenant | Second lieutenant | Second lieutenant | Officer cadet    | Officer cadet    | Officer cadet    | Officer cadet    | Officer cadet           | Officer cadet           | Không có tương đương    | Không có tương đương    | Không có tương đương    | Không có tương đương    | Không có tương đương    | Không có tương đương    |
| Lục quân Anh · | Field marshal                   | Field marshal                   | General                              | General                              | Lieutenant-general                        | Lieutenant-general              | Major-general                     | Major-general                  | Brigadier                          | Brigadier                          | Colonel  | Colonel  | Lieutenant colonel | Lieutenant colonel | Major    | Major    | Captain  | Captain  | Lieutenant | Lieutenant | Lieutenant | Second lieutenant | Second lieutenant | Second lieutenant | Officer cadet    | Officer cadet    | Officer cadet    | Officer cadet    | Officer cadet           | Officer cadet           | Không có tương đương    | Không có tương đương    | Không có tương đương    | Không có tương đương    | Không có tương đương    | Không có tương đương    |
| Lục quân Anh · | Thống chế                       | Thống chế                       | Đại tướng                            | Đại tướng                            | Trung tướng                               | Trung tướng                     | Thiếu tướng                       | Thiếu tướng                    | Chuẩn tướng                        | Chuẩn tướng                        | Đại tá   | Đại tá   | Trung tá           | Trung tá           | Thiếu tá | Thiếu tá | Đại úy   | Đại úy   | Trung úy   | Trung úy   | Trung úy   | Thiếu úy          | Thiếu úy          | Thiếu úy          | Học viên sĩ quan | Học viên sĩ quan | Học viên sĩ quan | Học viên sĩ quan | Học viên sĩ quan        | Học viên sĩ quan        | Không có tương đương    | Không có tương đương    | Không có tương đương    | Không có tương đương    | Không có tương đương    | Không có tương đương    |
| Mã NATO        | OR-9                            | OR-9                            | OR-9                                 | OR-9                                 | OR-9                                      | OR-9                            | OR-8                              | OR-8                           | OR-7                               | OR-7                               | OR-6     | OR-6     | OR-6               | OR-6               | OR-6     | OR-6     | OR-5     | OR-5     | OR-5       | OR-5       | OR-5       | OR-5              | OR-4              | OR-4              | OR-4             | OR-4             | OR-3             | OR-3             | OR-2                    | OR-2                    | OR-2                    | OR-2                    | OR-2                    | OR-2                    | OR-1                    | OR-1                    |
| Lục quân Anh · |                                 |                                 |                                      |                                      |                                           |                                 |                                   |                                |                                    |                                    |          |          |                    |                    |          |          |          |          |            |            |            |                   |                   |                   |                  |                  |                  |                  | Không có phhù hiệu      | Không có phhù hiệu      | Không có phhù hiệu      | Không có phhù hiệu      | Không có phhù hiệu      | Không có phhù hiệu      | Không có phhù hiệu      | Không có phhù hiệu      |
| Lục quân Anh · | Army Sergeant Major             | Army Sergeant Major             | Conductor Royal Logistic Corps       | Conductor Royal Logistic Corps       | Garrison Sergeant Major (London District) | Regimental Sergeant Major       | Regimental Quartermaster Sergeant | Company Sergeant Major         | - Staff sergeant - Colour sergeant | - Staff sergeant - Colour sergeant | Sergeant | Sergeant | Sergeant           | Sergeant           | Sergeant | Sergeant | Sergeant | Sergeant | Sergeant   | Sergeant   | Sergeant   | Sergeant          | Corporal          | Corporal          | Corporal         | Corporal         | Lance corporal   | Lance corporal   | Private (or equivalent) | Private (or equivalent) | Private (or equivalent) | Private (or equivalent) | Private (or equivalent) | Private (or equivalent) | Private (or equivalent) | Private (or equivalent) |
| Lục quân Anh · | Warrant officer class 1         | Warrant officer class 1         | Warrant officer class 1              | Warrant officer class 1              | Warrant officer class 1                   | Warrant officer class 1         | Warrant officer class 2           | Warrant officer class 2        | - Staff sergeant - Colour sergeant | - Staff sergeant - Colour sergeant | Sergeant | Sergeant | Sergeant           | Sergeant           | Sergeant | Sergeant | Sergeant | Sergeant | Sergeant   | Sergeant   | Sergeant   | Sergeant          | Corporal          | Corporal          | Corporal         | Corporal         | Lance corporal   | Lance corporal   | Private (or equivalent) | Private (or equivalent) | Private (or equivalent) | Private (or equivalent) | Private (or equivalent) | Private (or equivalent) | Private (or equivalent) | Private (or equivalent) |
| Lục quân Anh · | Trung sĩ cố vấn Quân đội        | Trung sĩ cố vấn Quân đội        | Đốc công Quân đoàn Hậu cần Hoàng gia | Đốc công Quân đoàn Hậu cần Hoàng gia | Trung sĩ cố vấn Đồn trú (Quận Luân Đôn)   | Trung sĩ cố vấn Trung đoàn      | Trung sĩ hậu cần Trung đoàn       | Trung sĩ cố vấn Đại đội        | - Trung sĩ tham mưu - Trung sĩ màu | - Trung sĩ tham mưu - Trung sĩ màu | Trung sĩ | Trung sĩ | Trung sĩ           | Trung sĩ           | Trung sĩ | Trung sĩ | Trung sĩ | Trung sĩ | Trung sĩ   | Trung sĩ   | Trung sĩ   | Trung sĩ          | Hạ sĩ             | Hạ sĩ             | Hạ sĩ            | Hạ sĩ            | Hạ sĩ trợ lí     | Hạ sĩ trợ lí     | Binh (hoặc tương đương) | Binh (hoặc tương đương) | Binh (hoặc tương đương) | Binh (hoặc tương đương) | Binh (hoặc tương đương) | Binh (hoặc tương đương) | Binh (hoặc tương đương) | Binh (hoặc tương đương) |
| Lục quân Anh · | Chuẩn úy hạng 1 (Chuẩn úy nhất) | Chuẩn úy hạng 1 (Chuẩn úy nhất) | Chuẩn úy hạng 1 (Chuẩn úy nhất)      | Chuẩn úy hạng 1 (Chuẩn úy nhất)      | Chuẩn úy hạng 1 (Chuẩn úy nhất)           | Chuẩn úy hạng 1 (Chuẩn úy nhất) | Chuẩn úy hạng 2 (Chuẩn úy nhì)    | Chuẩn úy hạng 2 (Chuẩn úy nhì) | - Trung sĩ tham mưu - Trung sĩ màu | - Trung sĩ tham mưu - Trung sĩ màu | Trung sĩ | Trung sĩ | Trung sĩ           | Trung sĩ           | Trung sĩ | Trung sĩ | Trung sĩ | Trung sĩ | Trung sĩ   | Trung sĩ   | Trung sĩ   | Trung sĩ          | Hạ sĩ             | Hạ sĩ             | Hạ sĩ            | Hạ sĩ            | Hạ sĩ trợ lí     | Hạ sĩ trợ lí     | Binh (hoặc tương đương) | Binh (hoặc tương đương) | Binh (hoặc tương đương) | Binh (hoặc tương đương) | Binh (hoặc tương đương) | Binh (hoặc tương đương) | Binh (hoặc tương đương) | Binh (hoặc tương đương) |